# 法里亚布省
法里亚布省（波斯語：د فارياب ولايت）是阿富汗34個省份之一，位於阿富汗北部，與土庫曼斯坦接壤。法里亞布省人口約948,000人，是多民族聚居地，以部落社會為主。法里亞布省設有15個縣和超過1,000個村落，省會是邁馬納。